# Wild Peach Village, Texas
Wild Peach Village là một nơi ấn định cho điều tra dân số (CDP) thuộc quận Brazoria, tiểu bang Texas, Hoa Kỳ. Năm 2010, dân số của nơi này là 2452 người.

## Dân số
- Dân số năm 2000: 2498 người.
- Dân số năm 2010: 2452 người.